# IV Międzynarodowy Konkurs Pianistyczny im. Fryderyka Chopina
| - Zwyciężczynie IV Konkursu Chopinowskiego (ex aequo) - Halina Czerny-Stefańska - Bella Dawidowicz |

IV Międzynarodowy Konkurs Pianistyczny im. Fryderyka Chopina (również IV Konkurs Chopinowski) – 4. edycja Międzynarodowego Konkursu Pianistycznego im. Fryderyka Chopina, która rozpoczęła się 15 września 1949 w Warszawie. Organizatorem konkursu był Komitet Wykonawczy powołany przez Ministra Kultury i Sztuki.  

## Charakterystyka konkursu
Wzięło w nim udział 54 pianistów z 14 krajów, w tym 11 Polaków.
| Lp. | Uczestnik               |
| 1.  | Ryszard Bakst           |
| 2.  | Halina Czerny-Stefańska |
| 3.  | Jan Drath               |
| 4.  | Barbara Hesse-Bukowska  |

| Lp. | Uczestnik            |
| 5.  | Tadeusz Kerner       |
| 6.  | Władysław Kędra      |
| 7.  | Waldemar Maciszewski |
| 8.  | Julitta Sleńdzińska  |

| Lp. | Uczestnik            |
| 9.  | Regina Smendzianka   |
| 10. | Zbigniew Szymonowicz |
| 11. | Tadeusz Żmudziński   |

| Lp. | Uczestnik               |
| 1.  | Ryszard Bakst           |
| 2.  | Halina Czerny-Stefańska |
| 3.  | Jan Drath               |
| 4.  | Barbara Hesse-Bukowska  |

| Lp. | Uczestnik            |
| 5.  | Tadeusz Kerner       |
| 6.  | Władysław Kędra      |
| 7.  | Waldemar Maciszewski |
| 8.  | Julitta Sleńdzińska  |

| Lp. | Uczestnik            |
| 9.  | Regina Smendzianka   |
| 10. | Zbigniew Szymonowicz |
| 11. | Tadeusz Żmudziński   |

Konkurs był trójstopniowy: składał się z dwóch etapów i finału. Podniesiono górną granicę wieku uczestników konkursu do 32 lat. Konkurs odbył się w dniach 15 września–15 października 1949. Był to pierwszy i jak dotąd jedyny Konkurs Chopinowski, w którym I nagrodę otrzymały ex aequo dwie uczestniczki (Polka Halina Czerny-Stefańska i Rosjanka Bella Dawidowicz). Dyrektorem biura konkursu został Edmund Rudnicki (przedwojenny dyrektor muzyczny Polskiego Radia). 
Z powodu zniszczenia gmachu Filharmonii Warszawskiej przesłuchania odbywały się w budynku Teatru „Roma”, jedynej ocalałej  w Warszawie sali koncertowej, przy ul. Nowogrodzkiej 49. Przed sceną w teatrze zbudowano specjalną estradę, a na scenie stanęła muszla akustyczna. 
W dniu otwarcia (15 września) powołano ostateczny skład jury, nastąpiło opracowanie regulaminu i losowanie pianistów. Pianiści mieli do wyboru cztery fortepiany następujących marek: Bechstein, Blüthner, Ibach i Steinway (model 309125 D). W programie Regulaminu konkursu pojawiła się Barkarola Fis-dur op. 60.
Konkurs finansowany był ze środków rządowych, podobnie jak stypendia i obozy szkoleniowe dla polskich pianistów. Młodym muzykom zapewniono dostęp do najlepszych fortepianów, przeprowadzono próbne nagrania, a na letni kurs w Łagowie Lubuskim sprowadzono nawet Orkiestrę Filharmonii Poznańskiej, by uczestnicy kursów mogli ćwiczyć z jej akompaniamentem koncerty fortepianowe. Nad przygotowaniami czuwała Komisja Pedagogiczna przy Ministerstwie Kultury i Sztuki złożona z najwybitniejszych polskich profesorów. 
W związku z setną rocznicą śmierci Fryderyka Chopina rok 1949 został uchwalony Rokiem Chopinowskim. W tym, jubileuszowym roku zorganizowano poza Konkursem pianistycznym, również konkurs kompozytorski i rzeźbiarski, wystawy stałe i objazdowe, liczne koncerty w kraju i za granicą. Zapoczątkowano też wydanie Dzieł wszystkich Fryderyka Chopina pod redakcją Ignacego Jana Paderewskiego.

## Kalendarium
| Kalendarz konkursu |          |             |             |          |             |          |             |             |          |             |          |             |          |             |             |          |             |             |             |             |             |             |             |             |             |             |             |             |             |             |             |
| Faza konkursu      | Data     | Data        | Data        | Data     | Data        | Data     | Data        | Data        | Data     | Data        | Data     | Data        | Data     | Data        | Data        | Data     | Data        | Data        | Data        | Data        | Data        | Data        | Data        | Data        | Data        | Data        | Data        | Data        | Data        | Data        | Data        |
| Faza konkursu      | Wrzesień | Wrzesień    | Wrzesień    | Wrzesień | Wrzesień    | Wrzesień | Wrzesień    | Wrzesień    | Wrzesień | Wrzesień    | Wrzesień | Wrzesień    | Wrzesień | Wrzesień    | Wrzesień    | Wrzesień | Październik | Październik | Październik | Październik | Październik | Październik | Październik | Październik | Październik | Październik | Październik | Październik | Październik | Październik | Październik |
| Faza konkursu      | 15.      | 16.         | 17.         | 18.      | 19.         | 20.      | 21.         | 22.         | 23.      | 24.         | 25.      | 26.         | 27.      | 28.         | 29.         | 30.      | 1.          | 2.          | 3.          | 4.          | 5.          | 6.          | 7.          | 8.          | 9.          | 10.         | 11.         | 12.         | 13.         | 14.         | 15.         |
| I etap             |          | 10:00 18:00 | 10:00 18:00 |          |             |          |             |             |          |             |          |             |          |             |             |          |             |             |             |             |             |             |             |             |             |             |             |             |             |             |             |
| II etap            |          |             |             | 18:00    | 10:00 18:00 | 10:00    | 10:00 18:00 | 10:00 18:00 |          | 10:00 18:00 |          | 10:00 18:00 | 10:00    | 10:00 18:00 | 10:00 18:00 |          | 10:00 18:00 |             | 10:00 18:00 | 10:00       | 10:00 18:00 |             |             |             |             |             |             |             |             |             |             |
| Finał              |          |             |             |          |             |          |             |             |          |             |          |             |          |             |             |          |             |             |             |             |             |             |             | 19:00       | 19:00       | 19:00       |             | 19:00       | 19:00       | 19:00       | 16:00       |

### Repertuar
Zgodnie z tradycją w konkursie wykonywane były z pamięci wyłącznie utwory Fryderyka Chopina.
| Wykaz utworów |                                                                                               |                                                                                               | |                                                                                               | |
| Faza konkursu | Utwór                                                                                         | Utwór                                                                                         | Utwór | Utwór                                                                                         | Utwór |
| Etap I        | Trzy dowolne utwory                                                                           | Trzy dowolne utwory                                                                           | Trzy dowolne utwory                                                                                           | Trzy dowolne utwory                                                                           | Trzy dowolne utwory |
| Etap II       | Jeden nokturn                                                                                 | Dwie etiudy (z wyjątkiem trzech tzw. „pośmiertnych” (Trois Nouvelles Études))                 | Jeden z następujących polonezów: Polonez fis-moll op. 44 Polonez As-dur op. 53 Polonez-Fantazja As-dur op. 61 | Dwa mazurki                                                                                   | Jedna z następujących sonat: Sonata b-moll op. 35 Sonata h-moll op. 58 albo jedna z czterech ballad jedno scherzo albo Fantazja f-moll op. 49 jedno scherzo albo Barkarola Fis-dur op. 60 jedno scherzo |
| Finał         | Jeden z koncertów: Koncert fortepianowy e-moll op. 11 albo Koncert fortepianowy f-moll op. 21 | Jeden z koncertów: Koncert fortepianowy e-moll op. 11 albo Koncert fortepianowy f-moll op. 21 | Jeden z koncertów: Koncert fortepianowy e-moll op. 11 albo Koncert fortepianowy f-moll op. 21                 | Jeden z koncertów: Koncert fortepianowy e-moll op. 11 albo Koncert fortepianowy f-moll op. 21 | Jeden z koncertów: Koncert fortepianowy e-moll op. 11 albo Koncert fortepianowy f-moll op. 21 |

## Jury
Do konkursowego przebiegu przesłuchań oraz podziału nagród powołano jury, w następującym składzie:
| Skład jury |                            |                |                         |
| Lp.        | Juror                      | Kraj           | Funkcja                 |
| 1.         | Zbigniew Drzewiecki        | Polska         | przewodniczący jury     |
| 2.         | Arthur Hedley              | Anglia         | wiceprzewodniczący jury |
| 3.         | Marguerite Long            | Francja        | wiceprzewodnicząca jury |
| 4.         | František Maxián           | Czechosłowacja | wiceprzewodniczący jury |
| 5.         | Lew Oborin                 | ZSRR           | wiceprzewodniczący jury |
| 6.         | Magda Tagliaferro          | Brazylia       | wiceprzewodnicząca jury |
| 7.         | Godfrid Boon               | Szwecja        | członek jury            |
| 8.         | Émile Bosquet              | Belgia         | członek jury            |
| 9.         | Lucette Descaves           | Francja        | członek jury            |
| 10.        | Sem Dresden                | Holandia       | członek jury            |
| 11.        | Jan Ekier                  | Polska         | członek jury            |
| 12.        | Blas Galindo               | Meksyk         | członek jury            |
| 13.        | Lélia Gousseau             | Francja        | członek jury            |
| 14.        | Lajos Hernádi              | Węgry          | członek jury            |
| 15.        | Franz Josef Hirt           | Szwajcaria     | członek jury            |
| 16.        | Jan Hoffman                | Polska         | członek jury            |
| 17.        | Roman Jasiński             | Polska         | członek jury            |
| 18.        | Marcelina Kimontt-Jacynowa | Polska         | członek jury            |
| 19.        | Lazare Lévy                | Francja        | członek jury            |
| 20.        | Joseph Marx                | Austria        | członek jury            |
| 21.        | Alfred Mendelsohn          | Rumunia        | członek jury            |
| 22.        | Dimitar Nenow              | Bułgaria       | członek jury            |
| 23.        | Pawieł Sieriebriakow       | ZSRR           | członek jury            |
| 24.        | Stanisław Szpinalski       | Polska         | członek jury            |
| 25.        | Henryk Sztompka            | Polska         | członek jury            |
| 26.        | Margerita Trombini-Kazuro  | Polska         | członek jury            |
| 27.        | Bolesław Woytowicz         | Polska         | członek jury            |
| 28.        | Carlo Zecchi               | Włochy         | członek jury            |
| 29.        | Jerzy Żurawlew             | Polska         | członek jury            |

### System oceny pianistów
W I i II etapie jury obradowało, jak dotychczas jedyny raz w historii za zasłoną z drewnianych żaluzji, tak by nie widzieć pianistów. Uczestnicy występowali nie pod swoimi nazwiskami, lecz wylosowanymi wcześniej numerami. Po raz pierwszy i jedyny w dziejach konkursów chopinowskich ustanowiono „męża zaufania”, którym został prof. Jerzy Lefeld, który jako jedyny znał nazwiska i jurorom przekazywał jedynie numery wylosowane tego dnia i ustalające kolejność występujących. Jury oceniało grę uczestników Konkursu stosując punktację od 1 do 25. Przejście z jednego etapu do następnego odbywało się na podstawie otrzymania od jurorów oceny minimum 18 punktów. O ostatecznej kolejności laureatów decydowała suma ocen II i III etapu.

## Konkurs

### I etap
Pierwszy etap eliminacyjny odbył się w dniach (16–17 września) bez udziału publiczności (przewidziany dla kandydatów, którzy nie brali udziału w eliminacjach krajowych). Zwycięzcy natomiast eliminacji krajowych kwalifikowali się bezpośrednio do II etapu, bez konieczności występu w tym etapie. W I etapie wystąpiło 10 pianistów, z których do II etapu decyzją jury dopuszczono czworo z nich. Byli to: Vera Reményi (Węgry), Hélio da Silva (Brazylia), Mireille Auxietre-Ivankovitch (Francja) i Lucia Mancini (Włochy). Po I etapie (eliminacyjnym) odbyła się 18 września w sali Teatru „Roma” uroczystość otwarcia konkursu.

### II etap
W drugim etapie (18 września–5 października) pianiści występowali w publicznym recitalu, obejmującym kilka (7 lub 8) wybranych utworów Fryderyka Chopina wyszczególnionych w Regulaminie konkursu, wykonywanych z pamięci. Jako pierwsi w II etapie, po ceremonii otwarcia (18 września) wystąpili Polacy Tadeusz Żmudziński i Barbara Hesse-Bukowska. 

### Finał
Jury dopuściło do finału (8–15 października) 18 pianistów (8 z Polski, 6 z ZSRR, 2 z Brazylii oraz po 1 z Meksyku i Węgier). Nowością w finale było wykonanie w całości jednego z koncertów fortepianowych (Koncert e-moll op. 11 lub Koncert f-moll op. 21), ponieważ do tej pory były to tylko dwie części. Orkiestrą Symfoniczną w finale dyrygowali: Mieczysław Mierzejewski, Zdzisław Górzyński, Jan Krenz i Tadeusz Wilczak.
| Lp. | Finalista               | Kraj     |
| 1.  | Carmen Vitis Adnet      | Brazylia |
| 2.  | Oriano de Almeida       | Brazylia |
| 3.  | Carlos Rivero           | Meksyk   |
| 4.  | Ryszard Bakst           | Polska   |
| 5.  | Halina Czerny-Stefańska | Polska   |
| 6.  | Barbara Hesse-Bukowska  | Polska   |

| Lp. | Finalista            | Kraj   |
| 7.  | Władysław Kędra      | Polska |
| 8.  | Waldemar Maciszewski | Polska |
| 9.  | Regina Smendzianka   | Polska |
| 10. | Zbigniew Szymonowicz | Polska |
| 11. | Tadeusz Żmudziński   | Polska |
| 12. | Imre Szendrei        |        |

| Lp. | Finalista         | Kraj |
| 13. | Bella Dawidowicz  |      |
| 14. | Tamara Gusiewa    |      |
| 15. | Jewgienij Malinin |      |
| 16. | Wiktor Mierżanow  |      |
| 17. | Gieorgij Murawlow |      |
| 18. | Ludmiła Sosina    |      |

| Lp. | Finalista               | Kraj     |
| 1.  | Carmen Vitis Adnet      | Brazylia |
| 2.  | Oriano de Almeida       | Brazylia |
| 3.  | Carlos Rivero           | Meksyk   |
| 4.  | Ryszard Bakst           | Polska   |
| 5.  | Halina Czerny-Stefańska | Polska   |
| 6.  | Barbara Hesse-Bukowska  | Polska   |

| Lp. | Finalista            | Kraj   |
| 7.  | Władysław Kędra      | Polska |
| 8.  | Waldemar Maciszewski | Polska |
| 9.  | Regina Smendzianka   | Polska |
| 10. | Zbigniew Szymonowicz | Polska |
| 11. | Tadeusz Żmudziński   | Polska |
| 12. | Imre Szendrei        |        |

| Lp. | Finalista         | Kraj |
| 13. | Bella Dawidowicz  |      |
| 14. | Tamara Gusiewa    |      |
| 15. | Jewgienij Malinin |      |
| 16. | Wiktor Mierżanow  |      |
| 17. | Gieorgij Murawlow |      |
| 18. | Ludmiła Sosina    |      |

## Nagrody i wyróżnienia
| Nagrody główne               |                         |          |                  |                                               |
| Nagroda                      | Laureat                 | Kraj     | Wysokość nagrody | Fundator nagrody                              |
| 1                            | Halina Czerny-Stefańska | Polska   | 1 000 000 zł     | Prezydent RP, Prezes Rady Ministrów           |
| 1                            | Bella Dawidowicz        | ZSRR     | 1 000 000 zł     | Prezydent RP, Prezes Rady Ministrów           |
| 2                            | Barbara Hesse-Bukowska  | Polska   | 800 000 zł       | Komitet Ministrów dla Spraw Kultury           |
| 3                            | Waldemar Maciszewski    | Polska   | 600 000 zł       | Minister Spraw Zagranicznych                  |
| 4                            | Gieorgij Murawlow       | ZSRR     | 550 000 zł       | Minister Kultury i Sztuki                     |
| 5                            | Władysław Kędra         | Polska   | 500 000 zł       | Przewodniczący CRZZ                           |
| 6                            | Ryszard Bakst           | Polska   | 450 000 zł       | Komitet Wykonawczy Roku Chopinowskiego        |
| 7                            | Jewgienij Malinin       | ZSRR     | 400 000 zł       | Prezydent miasta stołecznego Warszawy         |
| 8                            | Zbigniew Szymonowicz    | Polska   | 350 000 zł       | Polskie Radio                                 |
| 9                            | Tamara Gusiewa          | ZSRR     | 300 000 zł       | Państwowa Opera i Filharmonia w Warszawie     |
| 10                           | Wiktor Mierżanow        | ZSRR     | 250 000 zł       | Związek Kompozytorów Polskich                 |
| 11                           | Regina Smendzianka      | Polska   | 200 000 zł       | Instytut Fryderyka Chopina                    |
| 12                           | Tadeusz Żmudziński      | Polska   | 150 000 zł       | Związek Zawodowy Pracowników Kultury i Sztuki |
| Wyróżnienia                  |                         |          |                  |                                               |
| Wyróżniony                   | Wyróżniony              | Kraj     | Wysokość nagrody | Wyróżnienie                                   |
| Carmen Vitis Adnet           | Carmen Vitis Adnet      | Brazylia | 50 000 zł        | Dyplom honorowy                               |
| Oriano de Almeida            | Oriano de Almeida       | Brazylia | 50 000 zł        | Dyplom honorowy                               |
| Carlos Rivero                | Carlos Rivero           | Meksyk   | 50 000 zł        | Dyplom honorowy                               |
| Ludmiła Sosina               | Ludmiła Sosina          | ZSRR     | 50 000 zł        | Dyplom honorowy                               |
| Imre Szendrei                | Imre Szendrei           | Węgry    | 50 000 zł        | Dyplom honorowy                               |
| Nagroda specjalna            |                         |          |                  |                                               |
| Nagroda                      | Nagrodzony              | Kraj     | Fundator nagrody | Fundator nagrody                              |
| Najlepsze wykonanie mazurków | Halina Czerny-Stefańska | Polska   | Polskie Radio    | Polskie Radio                                 |